# Goli Vrh Netretićki
Goli Vrh Netretićki – wieś w Chorwacji, w żupanii karlowackiej, w gminie Netretić. W 2011 roku liczyła 7 mieszkańców.